# El caso Matteotti
El delito Matteotti es una película de 1973, dirigida por Florestano Vancini.

## Argumento
Mussolini niega la Cheka de Estado y contemporaneamente asume la responsabilidad histórica, política, moral aunque no penal
 Filippo Turati

Roma, 30 de mayo de 1924, el honorable Giacomo Matteotti, secretario del Partido Socialista Unitario, en una apasionada intervención en la Cámara de Diputados impugna la validez de las elecciones políticas tenidas en el abril precedente, en las cuales el Partido Nacional Fascista había obtenido la mayoría de los votos, planteando interrogantes en la prensa y al mismo tiempo preocupaciones en el seno del Gobierno Mussolini. El Duce, de hecho, temiendo levantamientos populares, ordena a uno de sus sicarios, Americo Dumini, matar al diputado socialista, quien es secuestrado enfrente a su casa el 10 de junio.
La familia y los colegas parlamentarios, representados por el diputado Modigliani, pasados dos días de la desaparición piden informaciones a las autoridades pero el Superintendente Bertini proporciona explicaciones vagas negándose a abrir una pesquisa formal, reportando sucesivamente la noticia del suceso al general Emilio De Bono, comandante de las Camisas negras y en aquel momento también Jefe de la Policía al cual refiere que sospecha de Dumini y de su banda y que existe un testimonio ocular pero que "no tiene elementos para actuar de modo concreto".
El Superintendente, apoyado por Emilio De Bono, es en cambio informado de que el testigo ya ha comunicado a la prensa el número de patente del automóvil y que éste, si bien todavía no fue encontrado, ha sido identificado y pertenece a la cochera desde la cual se distribuye habitualmente el diario Correspondencia Italiana, del que es director Filippo Filippelli. Mussolini, temiendo que los enlaces entre Dumini, Filippelli, y Cesare Rossi, su colaborador de la primera hora y organizador de la denominada Cheka --una organización secreta creada para golpear los opositores al régimen--, puedan conducir a él mismo, comienza a actuar, después de ser sido informado por De Bono de las reacciones de la opinión pública.
El primer paso es una declaración a la Cámara sobre las investigaciones ya empezadas para la recuperación del desaparecido que en cambio no convence a la oposición, la cual sostiene que Mussolini debe responder personalmente por la suerte de Matteotti, y, a pesar de las divisiones en su interior, programa una abstención de los trabajos parlamentarios, deslegitimando de ese modo las elecciones, abstención que es enseguida neutralizada por el Duce con el cierre por tiempo indeterminado de la misma. Paralelamente él ordena la paralización de Dumini, las renuncias de Jefe de la Policía de De Bono y el alejamiento de Cesare Rossi, el cual, temiendo ser usado como chivo expiatorio, amenaza a Mussolini, recordándole de estar en conocimiento de todo y de haber entendido sus temores.
Mientras tanto es encontrado el automóvil utilizado para el rapto con en su interior los signos evidentes de una lucha probablemente seguida de un homicidio, y finalmente se abre una investigación, de la cual es encargado Mauro Del Giudice, flanqueado, por expresa voluntad del procurador general Crisafulli, de Umberto Tancredi, un joven magistrado del cual es inmediatamente perceptible su naturaleza fascista y del cual el anciano instructor Giudice desconfía; la investigación es iniciada mientras en todo el país se hacen sentir las voces contrarias al régimen entre las cuales se destaca aquella de Piero Gobetti, un joven periodista turines que, llamando la atención de Mussolini, será pronto agredido y sucesivamente morirá, y de Antonio Gramsci que augura un levantamiento de las masas, en este contrastado de los otros miembros del Aventino, con a la cabeza Filippo Turati, titubeantes en las confrontaciones de un levantamiento popular y a causa de estos contrastes el diputado comunista abandonará el "Comité de las oposiciones".
La inercia de la oposición en el no apoyar las huelgas espontáneas que se están verificando no es menor de aquella del Rey, el cual posterga las medidas a adoptar eventualmente contra Mussolini mientras, en la cárcel, Filippelli acusa formalmente Dumini del secuestro de Matteotti siendo por él amenazado y el diálogo acaecido tiene el efecto de despertar la conciencia de Tancredi, el cual empieza a expresar perplejidades acerca de la naturaleza fascista de lo sucedido y acepta firmar los mandatos de captura contra Cesare Rossi y Giovanni Marinelli sin informar al procurador General, el cual, después de haber sido puesto enfrente al hecho cumplido lo regaña severamente.
Después un breve periodo de huida Cesare Rossi se constituye, comunicando a Del Giudice haber escrito un memorial en el cual acusa abiertamente a Mussolini  del delito, mientras las oposiciones, sin los comunistas, proyectan un futuro Gobierno que nazca de una colaboración entre socialistas y populares y esto provoca las reacciones de los fascistas más extremos entre los cuales Roberto Farinacci que creen que Mussolini está demasiado inclinado a una acción exclusivamente política, augurando una segunda marcha sobre Roma con el objetivo de barrer de modo violento todos los opositores pero él, ayudado por el Cardenal Pietro Gasparri, está comenzando a actuar su todavía escondido proyecto de alejar Don Sturzo de Italia.
El descubrimiento del cadáver de Matteotti, en condiciones que desgraciadamente rinden imposible la averiguación de las causas de la muerte, renueva el desdén popular pero el régimen una vez más decide, en eso ayudado ya sea por el Vaticano, que por los empresarios y los industriales del norte que temen una nueva ola de huelgas, y a los Magistrados Del Giudice y Tancredi se les quita la instrutoria del delito que es pasada a la Comisión Senatorial, única idónea a juzgar los Ministros. Inmediatamente después Mussolini asume la responsabilidad política y moral (pero no penal) de cuanto ha sucedido, pidiendo y obteniendo del Rey la prerrogativa de disolver las Cámaras y, a continuación de la publicación del memorial de Cesare Rossi, son suprimidas las libertades de prensa cerrando de hecho las puertas a la dictadura que llevará la Nación a la debacle.

## Manifiestos y carteles
La realización de los manifiestos para Italia estuvo confiada al pintor Mario De Berardinis.

## Voces correlacionadas
- Antifascismo
- Fascismo